# Ekstraliga polska w rugby union (2013/2014)
Ekstraliga polska w rugby union (2013/2014) – pięćdziesiąty ósmy sezon najwyższej klasy rozgrywek klubowych rugby union drużyn piętnastoosobowych mężczyzn w Polsce. Tytuł mistrza Polski zdobyła Lechia Gdańsk, która w finale pokonała Pogoń Siedlce. Trzecie miejsce zajęła Arka Gdynia. 

## System rozgrywek
Sezon 2013/2014 rozegrano w dwóch fazach. W pierwszej wszystkie osie drużyn rozgrywało spotkania każdy z każdym, mecz i rewanż. Druga faza miała charakter pucharowy. Cztery najlepsze zespoły z pierwszej miały grać dwumecze półfinałowe (pierwsza drużyna pierwszej fazy z czwartą i druga z trzecią), których zwycięzcy spotykali się w finale, a przegrani w meczu o trzecie miejsce. Ponadto piąta z szóstą drużyną pierwszej fazy rozgrywały mecz o piąte miejsce, a siódma z ósmą mecz o siódme miejsce i utrzymanie w Ekstralidze. Przegrywający spadał do I ligi. Sezon trwał od 24 sierpnia 2013 do 6 lipca 2014.
Za zwycięstwo drużyna otrzymywała 4 punkty, za remis 2 punkty, a za porażkę 0 punktów. Ponadto mogła otrzymać w każdym meczu 1 punkt bonusowy – za zdobycie co najmniej 4 przyłożeń lub za porażkę nie więcej niż siedmioma punktami. Walkower oznaczał wynik 25:0 oraz przyznanie zwycięskiej drużynie 5 punktów, a przegranej odjęcie 1 punktu. W przypadku równej ilości punktów w tabeli ligowej, o klasyfikacji drużyn decydowały kolejno: bilans bezpośrednich spotkań, korzystniejszy bilans małych punktów, większa liczba zdobytych małych punktów, mniejsza liczba wykluczeń, mniejsza liczba wykluczeń upomnień i losowanie. W drugiej fazie w przypadku remisu miała być zorganizowana dogrywka, a jeśli ta nie przyniosłaby rozstrzygnięcia, miał decydować konkurs kopów na bramkę.

## Uczestnicy rozgrywek
Do rozgrywek w sezonie 2014/2015 przystąpiło 8 drużyn. Było wśród nich siedem najlepszych drużyn Ekstraligi oraz mistrz I ligi poprzedniego sezonu.
Uczestnicy rozgrywek:
| Drużyna           | Lokata w poprzednim sezonie |
| ----------------- | --------------------------- |
| Lechia Gdańsk     | 1 w Ekstralidze             |
| Arka Gdynia       | 2 w Ekstralidze             |
| Budowlani SA Łódź | 3 w Ekstralidze             |
| Pogoń Siedlce     | 4 w Ekstralidze             |
| Budowlani Lublin  | 5 w Ekstralidze             |
| Posnania Poznań   | 6 w Ekstralidze             |
| Orkan Sochaczew   | 7 w Ekstralidze             |
| Ogniwo Sopot      | 1 w I lidze                 |

## Pierwsza faza
Wyniki spotkań:
|                   | Lechia Gdańsk | Arka Gdynia | Budowlani SA Łódź | Pogoń Siedlce | Budowlani Lublin | Posnania Poznań | Orkan Sochaczew | Ogniwo Sopot |
| Lechia Gdańsk     | –             | 12:22       | 28:18             | 16:24         | 112:7            | 54:21           | 76:5            | 37:3         |
| Arka Gdynia       | 17:33         | –           | 81:8              | 28:15         | 99:5             | 45:21           | 65:0            | 71:0         |
| Budowlani SA Łódź | 23:15         | 54:7        | –                 | 5:26          | 89:0             | 0:25 (wo)       | 57:23           | 24:7         |
| Pogoń Siedlce     | 13:30         | 8:20        | 20:59             | –             | 23:6             | 29:19           | 43:8            | 38:5         |
| Budowlani Lublin  | 16:17         | 6:53        | 24:36             | 10:56         | –                | 39:5            | 15:51           | 21:25        |
| Posnania Poznań   | 17:19         | 0:71        | 6:29              | 7:26          | 72:7             | –               | 17:20           | 31:22        |
| Orkan Sochaczew   | 24:49         | 9:25        | 24:10             | 25:20         | 23:16            | 13:19           | –               | 6:27         |
| Ogniwo Sopot      | 7:47          | 14:50       | 17:50             | 22:15         | 27:17            | 31:29           | 47:12           | –            |

Tabela (w kolorze zielonym wiersze z drużynami, które awansowały do półfinałów, na żółto z drużynami, które zagrają w meczu o utrzymanie):
| Pozycja | Drużyna           | Mecze | Wygrane | Remisy | Porażki | Bilans punktów | Punkty bonusowe | Punkty razem |
| ------- | ----------------- | ----- | ------- | ------ | ------- | -------------- | --------------- | ------------ |
| 1.      | Arka Gdynia       | 14    | 12      | 0      | 2       | 654:185        | 9               | 57           |
| 2.      | Lechia Gdańsk     | 14    | 11      | 0      | 3       | 545:217        | 8               | 52           |
| 3.      | Budowlani SA Łódź | 14    | 9       | 0      | 1       | 462:303        | 7               | 42           |
| 4.      | Pogoń Siedlce     | 14    | 8       | 0      | 6       | 356:260        | 7               | 39           |
| 5.      | Ogniwo Sopot      | 14    | 6       | 0      | 8       | 254:448        | 5               | 29           |
| 6.      | Orkan Sochaczew   | 14    | 5       | 0      | 9       | 243:486        | 3               | 23           |
| 7.      | Posnania Poznań   | 14    | 4       | 0      | 10      | 289:405        | 6               | 22           |
| 8.      | Budowlani Lublin  | 14    | 1       | 0      | 13      | 189:688        | 4               | 8            |

## Druga faza

### Mecz o siódme miejsce
Wynik meczu o siódme miejsce:
| 28 czerwca 2014 | KS Posnania Poznań                                                                                 | 43:10(10:3) | KS Budowlani Lublin                        | Poznań Sędzia: Mirosław Szczepański |
| 28 czerwca 2014 | Stanisław Gruszczyński 20 (4P), Daniel Gdula 13 (P 4pd), Michał Wrona 5 (P), Dominik Machlik 5 (P) | 43:10(10:3) | Adam Bobruk 5 (P), Piotr Skałecki 5 (pd K) | Poznań Sędzia: Mirosław Szczepański |
| 28 czerwca 2014 | Karol Kokotkiewicz                                                                                 | 43:10(10:3) |                                            | Poznań Sędzia: Mirosław Szczepański |

### Mecz o piąte miejsce
Wynik meczu o piąte miejsce:
| 28 czerwca 2014 | MKS Ogniwo Sopot | 27:22(12:9) | RC Orkan Sochaczew                                  | Sopot Sędzia: Hubert Bedyński |
| 28 czerwca 2014 | Maciej Szablewski 7 (2pd K), Maciej Wojtkuński 5 (P), Piotr Zeszutek 5 (P), Robert Graban 5 (P), Robert Olszewski 5 (P) | 27:22(12:9) | Nadir Boukhaloua 17 (pd 5K), Kamil Wydrzyński 5 (P) | Sopot Sędzia: Hubert Bedyński |
| 28 czerwca 2014 | Piotr Jurkowski | 27:22(12:9) |                                                     | Sopot Sędzia: Hubert Bedyński |

### Półfinały o miejsca 1–4
Wyniki półfinałów:
| 28 czerwca 2014 | RC Lechia Gdańsk | 39:10(25:0) | Master Pharm Budowlani SA Łódź                 | Gdańsk Sędzia: Grzegorz Szostek |
| 28 czerwca 2014 | Rafał Janeczko 14 (4pd 2K), Marek Płonka jr. 5 (P), Michał Krużycki 5 (P), Dariusz Wantoch-Rekowski 5 (P), Henry Bryce 5 (P), Mateusz Zajkowski 5 (P) | 39:10(25:0) | Dariusz Kaniowski 5 (P), Toma Mczedlidze 5 (P) | Gdańsk Sędzia: Grzegorz Szostek |
| 28 czerwca 2014 | Cyprian Majcher | 39:10(25:0) | Emil Kowalewski · Jarosław Bator (trener)      | Gdańsk Sędzia: Grzegorz Szostek |

| 29 czerwca 2014 | RC Arka Gdynia | 25:27(15:17) | Awenta MKS Pogoń Siedlce                                                      | Gdynia Sędzia: Dariusz Reks |
| 29 czerwca 2014 | Kamil Simionkowski 5 (P), Szymon Sirocki 5 (pd K), Rafał Kwiatkowski 5 (P), Radosław Rakowski 5 (P), Krzysztof Korbolewski 5 (P) | 25:27(15:17) | Tomasz Gasik 17 (P 3pd 2K), Adrian Chróściel 5 (P), Przemysław Rajewski 5 (P) | Gdynia Sędzia: Dariusz Reks |
| 29 czerwca 2014 | Jacek Wojaczek | 25:27(15:17) | Piotr Psuj                                                                    | Gdynia Sędzia: Dariusz Reks |

Choć pierwotnie planowano w regulaminie rozegranie dwumeczów półfinałowych, rozegrano tylko po jednym spotkaniu.

### Mecz o trzecie miejsce
Wynik meczu o trzecie miejsce:
| 5 lipca 2014 | RC Arka Gdynia | 37:19(22:7) | Master Pharm Budowlani SA Łódź                                                                   | Gdynia Sędzia: Kacper Michałkiewicz |
| 5 lipca 2014 | Szymon Sirocki 12 (3pd 2K), Radosław Bysewski 10 (2P), Mateusz Bartoszek 5 (P), Krzysztof Korbolewski 5 (P), Arkadiusz Zdunek 5 (P) | 37:19(22:7) | Sebastian Łuczak 7 (P pd), Piotr Gomulak 5 (P), Toma Mczedlidze 5 (P), Tomasz Kozakiewicz 2 (pd) | Gdynia Sędzia: Kacper Michałkiewicz |
| 5 lipca 2014 | Emil Kowalewski | 37:19(22:7) |                                                                                                  | Gdynia Sędzia: Kacper Michałkiewicz |

### Finał
Wynik finału:
| 6 lipca 2014 | RC Lechia Gdańsk | 36:3(21:3) | Awenta MKS Pogoń Siedlce  | Gdańsk Sędzia: Dariusz Reks |
| 6 lipca 2014 | Dawid Popławski 11 (4pd K), Mariusz Wilczuk 5 (P), Marek Płonka jr. 5 (P), Mateusz Zajkowski 5 (P), Henry Byrce 5 (P), Piotr Piszczek 5 (P) | 36:3(21:3) | Wojciech Piotrowicz 3 (K) | Gdańsk Sędzia: Dariusz Reks |

## Klasyfikacja końcowa
Klasyfikacja końcowa Ekstraligi (na czerwono drużyna, która miała spaść do I ligi):
| Pozycja | Drużyna           |
| ------- | ----------------- |
| 1.      | Lechia Gdańsk     |
| 2.      | Pogoń Siedlce     |
| 3.      | Arka Gdynia       |
| 4.      | Budowlani SA Łódź |
| 5.      | Ogniwo Sopot      |
| 6.      | Orkan Sochaczew   |
| 7.      | Posnania Poznań   |
| 8.      | Budowlani Lublin  |

## Statystyki
Najskuteczniejszym graczem Ekstraligi został z dorobkiem 198 punktów gracz Lechii Gdańsk Rafał Janeczko.

## I i II liga
Równolegle z rozgrywkami Ekstraligi rywalizowały drużyny na dwóch niższych poziomach ligowych: w I i II lidze.
Końcowa klasyfikacja I ligi:
| Poz. | Drużyna                |
| ---- | ---------------------- |
| 1    | Juvenia Kraków         |
| 2    | Skra Warszawa          |
| 3    | Frogs Warszawa         |
| 3    | Czarni Pruszcz Gdański |
| 5    | Alfa Bydgoszcz         |
| 6    | Budowlani Łódź         |

Do Ekstraligi awansowała Juvenia Kraków, która pokonała Skrę Warszawa w finałowym dwumeczu.
Końcowa klasyfikacja II ligi:
| Poz. | Drużyna                |
| ---- | ---------------------- |
| 1    | Legia Warszawa         |
| 2    | Rugby Ruda Śląska      |
| 3    | Rugby Wrocław          |
| 4    | Biało-Czarni Nowy Sącz |
| 5    | AZS UR RC Zielona Góra |
| 6    | BBRC Łódź              |

## Inne rozgrywki
W zakończonych w 2014 rozgrywkach w kategoriach młodzieżowych mistrzostwo Polski zarówno juniorów, jak i kadetów zdobyły drużyny KS Budowlanych Łódź.